# Grmada (grič)
Grmada (italijansko monte Ermada ali Hermada, Cerreto, Querceto) je grič na Krasu med Slovenijo in Italijo visok 323 metrov nadmorske višine.
Ob vznožju griča je vas Cerovlje.

## Poimenovanja
- Grmaški trg (piazza Hermada) v Torinu.
- Grmaška ulica (via monte Hermada) v Gorici, Cagliariju, Civitanovi Marche, Genovi, Mantovi, Milanu, Pisi, Vareseju, Trstu, Pesaru, Benetkah, Sassuolu, Pratu in Fiumicinu.
- Borgo Hermada je naselje v Občini Terracina v spominu borcev v prvi svetovni vojni.

## Galerija
- Razgled
- Vrh Grmade (323 m)
- Glavna dolina griča